# Flavius Iulius Crispus
Flavius Iulius Crispus (299–305 között – 326, Pola, névváltozatai Flavius Claudius Crispus és Flavius Valerius Crispus) I. Constantinus és Minervina fia. Constantinus kijelölt trónörököse. Rendkívül fontos szerepet játszott Constantinus uralkodása alatt, főleg hadvezérként. Crispust apja végeztette ki, az elterjedt vélekedés szerint azért, mert második felesége, Fausta Flavia Maxima azt állította, hogy Crispus kikezdett vele. Ezzel Constantinus és Fausta fiai előtt megnyílt az út a trón felé.

## Élete
Constantinus és Minervina kapcsolatából származott. Pontos születési dátuma ismeretlen, valamikor 299 és 305 között lehetett. Ismeretlen a hely is, ahol született, valahol a Római Birodalom keleti felében. Több kutató feltételezi, hogy 305-ben született. Anyjáról, Minervináról semmi mást nem tudunk, mint hogy tőle született Crispus. Még azt sem, hogy felesége vagy ágyasa volt-e Constantinusnak. 307-ben vette feleségül Constantinus Faustát, Crispus nevelőanyját.
Crispus jó viszonyban volt apjával, 307 előtt jó nevelést kapott az udvarban, többek közt Lactantius is az oktatói között volt. 313-tól a Római Birodalomban két önálló augustus volt (Constantius és Licinius), akik 317. március 1-jén három caesart avattak közösen Serdicában (ma Szófia). Egyikük Crispus volt, mellette féltestvére, az alig néhány hónapos II. Constantinus és a szintén alig kétéves ifjabb Licinius. Crispus ekkor 12–18 év közötti korú volt, így nem tudni, rögtön ténylegesen uralkodott-e, vagy az ő kinevezése is csak névleges volt, mint a másik két caesaré.
Hamarosan Gallia katonai parancsnoka lett és Augusta Treverorumba (ma Trier) költözött. 322 januárjában nősült, egy Helena nevű nőt vett feleségül. Októberben fiúgyermeke született, így Constantinus elégedett nagyapa lett.
Több hadjáratot vezetett – 318, 320 és 323 – a frankok és alemannok ellen, és biztosította a folyamatos római jelenlététet Gallia és Germania Inferior provinciákban. 322-ben Rómában járt apjával, ahol a rómaiak lelkesen fogadták a fiatal hadvezért. A katonái szerették őt, jó stratégának tartották. A következő években Constantinus légióit vezette Licinius ellen. 324-ben a flotta parancsnoka, amely Pireus kikötőjéből hajózott ki, hogy összecsapjon Licinius flottájával. 200 hajó élén a Boszporusznál ütközött meg Liciniusszal, az egykorú források szerint az ellenséges flotta legalább 400 hajót számlált. Ez volt Crispus egyik legjelentősebb győzelme, amely további hírnevet szerzett neki. A szárazföldi erőket két részre osztva a Constantinus-vezette sereg Chrysopolisnál győzött, míg Crispus a sereg másik felével szintén győzelmet aratott egy másik helyszínen.
E két győzelmével jelentősen hozzájárult ahhoz, hogy apja legyen a Római Birodalom egyedüli augustusa. Constantinus tisztelte fiát, arcképét pénzérmékre vésette, szobrokat állíttatott és sikereit dicsérte. Kaiszareiai Euszebiosz azt írta róla, hogy „a legnagyobb Imperator, aki kedves Istennek, és minden tekintetben hasonló az apjához.” Ez időben nyilvánvalóan ő volt az augustusi cím egyedüli örököse.

## Crispus halála
Crispus tündöklése hirtelen ért véget 326-ban. Ammianus Marcellinus szerint egy polai bíróság apja parancsára rövid úton elítélte és kivégezte felségárulás miatt. A legismertebb történet szerint a vád Constantinus második feleségétől Faustától származott, aki azt állította, hogy Crispus kikezdett vele. Constantinus azonnal kivégeztette fiát, miközben eszébe sem jutott, hogy Fausta azért állít ilyet, hogy saját fiainak biztosítsa a trónt. Ez csak később merült fel benne, amikor már késő volt, ezért hamarosan Faustát is megölték. Az eseményeknek ez a verziója Zószimosz leírásából származik, de hozzá hasonlóan ír Iulianus császár és Ióannész Zónarasz is.
Tours-i Gergely állítása szerint Crispus és Fausta együtt szervezkedtek volna Constantinus meggyilkolására. A legtöbb történész elutasítja azt a feltevést, hogy Crispus és Fausta együtt terveztek volna merényletet Constantinus ellen, ez inkább utólagos igazolási kísérlet. Van olyan vélemény is, amely szerint Constantinus azért gyilkoltatta meg Crispust, mert mint törvénytelen fia, a trónöröklésben zavart támaszthatott volna, és inkább megölette sikeres és tehetséges fattyát, semmint a birodalom békéjét veszélyeztesse az örökösödés zavaros kérdésével. Azonban Constantinus húsz évig tartotta maga mellett ezt a fiát és a korábbi időkben nincs jele annak, hogy ilyet tervezett volna. Az is igaz, hogy korábban még szüksége volt a hadvezér Crispusra, ekkor már nem. Egyes korabeli források szerint Constantinus irigyelte fia sikereit és félt tőle. Ez meglehetősen valószínűtlen, tekintettel arra, hogy Constantinus volt a regnáló augustus, míg Crispus csak egy fiatal caesar. Nincs bizonyíték arra sem, hogy Crispusnak magasra törő ambíciói lettek volna.
A Zószimosz-féle eseménysor is sántít valamelyest, miszerint Constantinus megbánta Crispus kivégzését és Faustát ezért gyilkoltatta meg (egy befűtött fürdőbe zárták). Fausta megölése vagy független Crispusétól vagy ugyanazért a bűnért halt meg. Ugyanis Constantinus azonnali intézkedései később sem kerültek feloldásra. Crispus bűncselekménye olyan szörnyű, hogy a halál nem volt elég. A damnatio memoriae elve szerint a nevét soha többé nem említik, törölték az összes hivatalos dokumentumból és emlékekről. Crispus feleségét, Helenát és fiát soha többé nem említik történelmi feljegyzések, további sorsuk ma is rejtély. Constantinus tehát nem bánta meg tettét és fia ártatlanságában sem hitt, bármi is volt a vád. Ám az is lehet, hogy Constantinus büszkesége, esetleg szégyene akadályozta meg abban, hogy nyilvánosan bevallja hibáját. Az bizonyos, hogy éppen 326 tavaszán adta ki a házasságtörést rendkívül szigorúan büntető rendeletét, de nem tudni, hogy a Crispusszal kapcsolatos események hatására került sor erre, vagy épp ellenkezőleg, azért kellett Crispust nagyon súlyosan megbüntetni, hogy a friss törvényéhez hű maradhasson. Az is bizonyos, hogy már az ókorban Neróhoz hasonlították és ma is van olyan vélemény, amely szerint valóban ez a két császár áll egymáshoz legközelebb a gyilkosságok tekintetében.
Az egész történet utólagos magyarázatnak tűnik azonban arra, hogy Constantinus miért szabadult meg Crispustól és Faustától. A görög mitológia ugyanis rengeteg, ehhez kísértetiesen hasonló történetet tartalmaz, ami arra utal, hogy az első erről szóló híradások is már találgatások voltak, a későbbi kompilátorok pedig minden további megfontolás nélkül átvették a toposzt. Ugyanez esett meg Hippolüthosszal, akibe Phaidra szeretett bele. Éppígy Péleusz és Asztüdameia, Phoiniksz és Phthia vagy Bellerophontész és Anteia története is ebből a motívumból építkezik, de az elutasított nő bosszúja van jelen a bibliai József és Putifárné regéjében is. A fürdőbe zárt és forró vízzel meggyilkolt figura Minósz esetében tűnik fel. Crispus és Fausta valódi viszonyára, az események okaira valószínűleg már sosem derül fény.